# Geregelter Markt
Als geregelter Markt wurde bis November 2007 ein an deutschen Wertpapierbörsen bestehendes Börsensegment bezeichnet, bei dem die Börsenzulassung von Effekten weniger streng war als am Amtlichen Markt.

## Allgemeines
Die Vielzahl der in Gesetzen verwendeten Marktbegriffe für Teilmärkte an Wertpapierbörsen kann verwirrend wirken. Insbesondere im Börsengesetz (BörsG) und im Wertpapierhandelsgesetz (WpHG) gab oder gibt es – in alphabetischer Reihenfolge – den Amtlichen Markt, Freiverkehr, Geregelten Markt, Neuen Markt, organisierten Markt und Regulierten Markt, die teilweise auf EU-Recht beruh(t)en. Damit sollten bestimmte Handelsformen beschrieben werden, welche Effektenart unter welchen Voraussetzungen an einer Wertpapierbörse gehandelt werden darf.     

## Entwicklung
Ab Mai 1987 bestand in Deutschland die Wertpapierbörse aus einem Amtlichen Handel, Geregelten Markt und Freiverkehr. Der Geregelte Markt übernahm dabei nach den §§ 71 bis 77 BörsG a. F. den bisherigen „Geregelten Freiverkehr“, während nach § 78 BörsG a. F. der restliche Freiverkehr dem „Freiverkehr“ zugeordnet wurde. In § 71 BörsG a. F. war der geregelte Markt vorgesehen für den Börsenhandel mit Effekten mit nicht-amtlicher Kursnotierung. Nach § 73 BörsG a. F. mussten der Emittent und die Wertpapiere den Anforderungen entsprechen, die für einen ordnungsgemäßen Börsenhandel notwendig sind. „Als Marktabschnitt ohne amtliche Notierung ist der Geregelte Markt unterhalb der amtlichen Notierung angesiedelt und verlangt demgemäß auch nicht die für eine amtliche Notierung erforderlichen Zulassungsvoraussetzungen“.

## Deutschland
In Deutschland gibt es seit November 2007 nur noch drei Börsensegmente. In § 2 Abs. 11 WpHG ist vom organisierten Markt die Rede. Das BörsG kennt zwei Börsensegmente der Wertpapierbörse, den regulierten Markt (§ 32 ff. BörsG) und den Freiverkehr (§ 48 BörsG). In letzterem kann gemäß § 48a BörsG als Teilmarkt auch ein „KMU-Wachstumsmarkt“ betrieben werden. In der Handelsform des Freiverkehrs findet auch der „KMU-Wachstumsmakt“ als Scale der Börse Frankfurt statt.  

## Rechtsbegriff im EU-Recht
Nach der Legaldefinition des Art. 4 Abs. 1 Nr. 21 Richtlinie 2014/65/EU vom 15. Mai 2014 über Märkte für Finanzinstrumente sowie zur Änderung der Richtlinien 2002/92/EG und 2011/61/EU (Neufassung) ist der geregelte Markt „ein von einem Marktbetreiber betriebenes und/oder verwaltetes multilaterales System, das die Interessen einer Vielzahl Dritter am Kauf und Verkauf von Finanzinstrumenten innerhalb des Systems und nach seinen nicht-diskretionären Regeln in einer Weise zusammenführt oder das Zusammenführen fördert, die zu einem Vertrag in Bezug auf Finanzinstrumente führt, die gemäß den Regeln und/oder den Systemen des Marktes zum Handel zugelassen wurden, und das eine Zulassung erhalten hat und ordnungsgemäß funktioniert.“ Nicht-diskretionär bedeutet, dass die Regeln kein Ermessen zulassen dürfen und alle Käufer/Verkäufer gleichbehandelt werden müssen; der Betreiber der Handelssysteme darf konkret bei der Zusammenführung der Wertpapierorders (englisch matching) über keinen Spielraum verfügen. Der Rechtsbegriff des geregelten Markts gilt zwar noch in allen EU-Mitgliedstaaten, wird aber in Deutschland nicht (mehr) verwendet. An seine Stelle ist der regulierte Markt getreten.
In Österreich ist der geregelte Markt in § 3 ff. BörseG kodifiziert.